# Sede da Fazenda Santana
A Fazenda Santana localizada no município de São Sebastião (SP), é uma propriedade rural histórica fundada no século XVIII.
Está tombado pelo Conselho de Defesa do Patrimônio Histórico - Condephaat (resolução de 28/06/1972).O tombamento incluiu, além do sobrado, construções remanescentes do engenho e senzala, alfaias, sete imagens e mobiliário antigo.

## Histórico
A primeira ala da fazenda foi construída em 1743 para abrigar a produção de cana de açúcar e cachaça. Durante o ciclo do café no século XIX, sua produção foi direcionada para a plantação de café, ainda existe uma construção desse período que possivelmente serviu para abrigar as tulhas de café.

## Arquitetura
A edificação tanto da casa sede como do engenho é feita de pedra e pau a pique, além disso há um aqueduto e um alpendre construído no século XVIII.